# 利亞諾德拉克魯斯
利亞諾德拉克魯斯（西班牙語：Llano de la Cruz），是巴拿馬的城鎮，位於該國中南部，由埃雷拉省的帕里塔區負責管轄，面積10.6平方公里，海拔高度56米，2010年人口318，人口密度每平方公里30人。